# 加齐奥斯曼帕夏
加齐奥斯曼帕夏（土耳其語：Gaziosmanpaşa）是土耳其伊斯坦堡的39個區之一，得名自加齐·奥斯曼帕夏，位於博斯普魯斯海峽以西的歐洲部份，面積38平方公里，人口493,096人。

加齐奥斯曼帕夏